# Лацис, Дзинтар Янович
Дзи́нтар Я́нович Ла́цис (латыш. Dzintars Lācis; 18 мая 1940, Елгава — 17 ноября 1992, Рига) — советский трековый велогонщик, выступал за сборную СССР на всём протяжении 1960-х годов. Чемпион мира в командной гонке преследования, чемпион всесоюзных и республиканских первенств, участник двух летних Олимпийских игр. На соревнованиях представлял спортивное общество «Динамо», заслуженный мастер спорта СССР (1970).

## Биография
Родился 18 мая 1940 года в городе Елгава Латвия.
Учился в рижской средней общеобразовательной школе № 5, позже окончил Латвийский государственный институт физической культуры. Активно заниматься велоспортом начал в раннем детстве, проходил подготовку под руководством тренера Харийса Япиньша, состоял в рижском добровольном спортивном обществе «Динамо».
Первого серьёзного успеха на треке добился в 1961 году, когда впервые стал чемпионом СССР в командной гонке преследования. Благодаря череде удачных выступлений удостоился права защищать честь страны на летних Олимпийских играх 1964 года в Токио — вместе с командой, куда также вошли Леонид Колумбет, Станислав Москвин и Сергей Терещенков, сумел дойти до стадии четвертьфиналов, где потерпел поражение от сборной Нидерландов.
В 1965 году Лацис вновь выиграл всесоюзное первенство в командном преследовании. Два года спустя одержал победу на первенстве Советского Союза в индивидуальной гонке преследования и побывал на чемпионате мира в Амстердаме, где вместе с товарищами по команде Станиславом Москвиным, Михаилом Колюшевым и Виктором Быковым одолел всех своих соперников и завоевал тем самым медаль золотого достоинства.
На чемпионате СССР 1968 года в очередной раз был лучшим в программе командного преследования. Будучи действующим чемпионом страны, прошёл отбор на Олимпийские игры в Мехико — с Москвиным, Колюшевым, Быковым и Владимиром Кузнецовым пробился в полуфинал командной гонки преследования, но там потерпел поражение от сборной Дании. В гонке за третье место соревновался со спортсменами из Италии и тоже проиграл.
За выдающиеся спортивные достижения удостоен почётного звания «Заслуженный мастер спорта СССР». После завершения спортивной карьеры работал тренером в полицейской академии.
Умер 17 ноября 1992 года в Риге.